# Tiger on the Beat
Série
Tiger on the Beat 2
(1990)
Pour plus de détails, voir Fiche technique et Distribution.
Tiger on the Beat (Lo foo chut gang) est un film hongkongais réalisé par Liu Chia-liang, sorti en 1988. Le film met en vedette Chow Yun-fat et Conan Lee en tant que duos de choc qui se détestaient à l'origine mais apprennent à surmonter leurs différences pour résoudre une affaire. Il connaît une fausse suite, Tiger on the Beat 2, sorti en 1990, toujours par le même réalisateur, et où l'on retrouve certains des acteurs présents dans le premier film.

## Synopsis
Le sergent Francis Li est un policier immature et froussard, plus intéressé à draguer les filles qu'à attraper les malfrats; jusqu'au jour où son chef lui désigne un coéquipier, un jeune policier plein de fougue : Michael Cho. Chargés d'enquêter sur un réseau de trafic de drogues, les deux hommes prennent en filature une certaine Marydonna, compromise dans le trafic avec son frère, Ping.

## Fiche technique
- Titre international : Tiger on the Beat
- Titre original : Lo foo chut gang
- Réalisation : Liu Chia-liang
- Scénario : Tsang Kwok Chi
- Musique : Teddy Robin
- Direction artistique : Eric Lee
- Montage : Wong Ming Lam
- Photographie : Joe Chan Kwong-Hung et Cho On Sun
- Costumes : Sherry Kwok
- Production : Tsang Kwok Chi et Wellington W. Fung
  - Production déléguée : Karl Maka
  - Production associée : Catherine S.K. Chang
- Société de production : Cinema City Company Limited
- Pays d'origine : Hong Kong
- Langues originales : cantonais, anglais et hakka
- Genre : Comédie policière
- Durée : 93 minutes
- Dates de sortie : 
  - Hong Kong : 19 mars 1988
  - France : 1991 en VHS

## Distribution
- Chow Yun-fat : sergent Francis Li
- Conan Lee : Michael Cho
- Nina Li Chi : Marydonna
- Gordon Liu : Lau Fai
- Norman Chu : Johnny Law, un baron de la drogue
- James Wong : capitaine Pak Man Jim
- David Chiang : le commissaire de police
- Philip Ko : Ping
- Ti Lung : Loong
- Shirley Ng : Mimi Li
- Joseph Bryan Baker : le baron de la drogue étranger
- Lydia Shum : la patronne du magasin de vêtements
- Lau Kar-wing : un chauffeur de taxi
- Shing Fui-on : Dummy
- Wilson Tong : le voyou en chemise blanc